# Chorebus hirtigena
Chorebus hirtigena är en stekelart som beskrevs av Stelfox 1957. Chorebus hirtigena ingår i släktet Chorebus och familjen bracksteklar. Inga underarter finns listade i Catalogue of Life.